# Вільям Латлі Склейтер
Вільям Латлі Склатер ( англ. William Lutley Sclater; 23 вересня 1863 – 4 липня 1944) — британський зоолог. Відомий, в основному, своєю роботою з класифікації птахів, також описав кілька нових видів земноводних та плазунів.